# Добрият, лошият и злият
„Добрият, лошият и грозният“ (на италиански: Il buono, il brutto, il cattivo,на английски: The Good, the Bad and the Ugly) е италиански пълнометражен игрален филм от 1966 г. на режисьора Серджо Леоне, последна част от трилогията му за Дивия запад.
В лентата участват актьорите Илай Уолък, Клинт Истууд и Лий Ван Клийф.
Филмът е един от образците на жанра „спагети уестърн“. Действието се развива по време на Американска гражданска война, когато трима мъже: изкусен стрелец („Добрият“), жесток ловец на глави („Лошият“) и себичен бандит („Грозният“) се надпреварват за заровено съкровище.

## Сюжет
Внимание:  Текстът по-долу разкрива сюжета на произведението (или части от него)!
Америка по време на Гражданската война. Ловкият и коварен бандит Туко, представен като „Злият“, е преследван от различни ловци на глави, които искат да вземат обявената за него награда от 2000 долара. В пустинята престъпникът е заловен от трима души. Неочаквано се появява друг ловец на глави, който застрелва съперници, връзва Туко и го предава в близкото градче. Миг преди заловеният главорез да бъде обесен, непознатият ловец го освобождава. Двамата поделят спечелените пари.
През това време, някъде другаде. Непознат конник пристига в малко градче, където посещава бившия войник на Конфедерацията Стивънс, който заедно със своя съмишленик Джаксън скриват огромна сума пари. Непознатият е изпратен от Бейкър, друг войник, за да изкопчи новото име, с което се подвизава беглеца – Бил Карсън. Пратеникът с прозвище „Ангелски очи“ убива Стивън и по-възрастния му син. Връща се при Бейкър и го застрелва, понеже починалият войник е платил за смъртта му. Убиецът е представен като „Лошият“.
В следващата измама на Туко и неговия „ангел пазител“ настъпва раздор. Ловецът, наричан Блонди, зарязва своя партньор в пустинята без вода и взима цялата награда. Русият мъж е представен като „Добрия“. Туко оцелява и започва да преследва своя бивш партньор. Когато го залавя, бандитът откарва предателя в пустиня в Ню Мексико, където е подложен на мъчителна жажда, под погледа на разбойника. Точно преди Туко да довърши Блонди, дилижанс с мъртъвци се появява неочаквано. Единственият оцелял – Бил Карсън заговаря на Туко за заровено злато в гробището на Сед Хил. Разбойникът му донася вода, за да продължи в кой гроб е по-точно, но Карсън умира. Преди това Блонди чува точното местонахождение на имането и Туко са заема да го спаси. Дегизиран като войник от Конфедерацията, бандитът намира помощ при испански мисионери, настанили се в порутена сграда. Там за кратко време Блонди се съвзема, а Туко се среща със своя брат отец Рамирес – ръководител на мисионерите. Между двамата възниква конфликт. На път към съкровището, двамата мними северняци са пленени от Съюза.
В лагера на южняците Туко се представя като Бил Карсън. Името привлича вниманието на Ангелски очи, който е сержант на поделението. След мъчения, извършени от дясната ръка на ловеца – Уолъс, разбойникът издава местонахождението на съкровището. Ангелски очи става новия партньор на Блонди и двамата потеглят към гробищата, заедно с още седмина души – хора на жестокия сержант. Туко е транспортиран от Уолъс, за да бъде обесен. По време на пътуването главорезът убива пазача и се освобождава. Отива в близкия град, където се намира и Блонди, заедно групата на Ангелски очи. Туко застрелва един от ловците на глави, който дири отмъщение от бандита, и изстрелът привлича вниманието на русия мъж. Двамата се обединяват и ликвидират хората на Ангелски очи, а самият убиец успява да избяга.
Златотърсачите се натъкват отново на северняци. Записват се като доброволци в полк, управляван от капитан алкохолик, който води безсмислена и кървава борба с войската на Конфедерацията за мостът „Брестън Бридж“, на чийто друг край се намират гробищата. След нападение, в което капитанът е смъртно ранен, Туко и Блонди се промъкват, залагат динамит под моста и взривяват постройката, което е и предсмъртното желание на капитана. Преди това двамата споделят тайните си. На другия ден Туко хуква сам да търси съкровището. Намира гроба, но Блонди и Ангелски очи се появяват. Русият мъж съобщава, че е излъгал за името и предлага тримата да се преборят за златото. Мъжете устройват дуел с пистолети, в който Ангелски очи е убит, а оръжието на Туко засича. Оцелелият разбойник изравя златото, заровено под безименно гробище до първото. На тръгване ловецът кара своя партньор, да промуши глава в примка, увиснала над гроба. След като се отдалечава достатъчно, Блонди прострелва въжето и оставя Туко сам сред гробището.

## В ролите
| Актьор         | Роля                             |
| -------------- | -------------------------------- |
| Илай Уолък     | Туко – Злият                     |
| Клинт Истууд   | Блонди – Добрият                 |
| Лий Ван Клийф  | Сентенза/Ангелските очи – Лошият |
| Алдо Джуфре    | Капитанът                        |
| Луиджи Пистили | Отец Пабло Рамирес               |
| Енцо Петито    | магазинерът                      |
| Джон Барта     | шерифът                          |
| Антонио Казале | Джексън / Бил Карсън             |
| Ливио Лоренцо  | пекаря                           |

## Рецензия
Добрият, лошият и злият e определян, като едно от най-добрите изобразявания на дивия запад. Куентин Тарантино го нарича най-добре режисирания филм за всички времена. Музиката на Енио Мориконе достига неугасваща и до днес световна слава. През по-голямата част от кариерата си, американската рок група Металика открива концертите си с прожектиране на сцени от заключителната част на филма на военното гробище под звуците на музиката на Мориконе.
Списание Empire поставя филма сред първите 25 в класацията си „500 най-велики филма за всички времена“.

## Награди и Номинации
Награда Laurel: 
- Награда Златен Laurel (второ място) за изпълнението на Клинт Истууд